# Stăpânii nopții (film)
Stăpânii nopții  (Vampires: Los Muertos) este un film american de groază din 2002, direct pe video, scris și regizat de Tommy Lee Wallace și cu Jon Bon Jovi în rolul unui vânător de vampiri. Este continuare filmului Vampirii din 1998. Stăpânii nopții a fost produs de John Carpenter.

## Distribuție
- Jon Bon Jovi -  Derek Bliss
- Cristián de la Fuente - Părintele Rodrigo
- Natasha Gregson Wagner - Zoey
- Arly Jover - Una
- Darius McCrary - Ray Collins
- Diego Luna - Sancho
- Geraldine Zinar - Mesera